# Adam Taggart
Adam Taggart (Perth, 2 de junho de 1993), é um futebolista Australiano que atua como atacante. Atualmente, joga pelo Perth Glory, da Austrália. 

## Artilharia
- A-League 2013/2014 (15 gols)
- K League 2019 (20 gols)